# Фрационе Трапа (Кунео)
Фрационе Трапа је насеље у Италији у округу Кунео, региону Пијемонт.
Према процени из 2011. у насељу је живело 196 становника. Насеље се налази на надморској висини од 617 м.